# Cylindropuntia fulgida

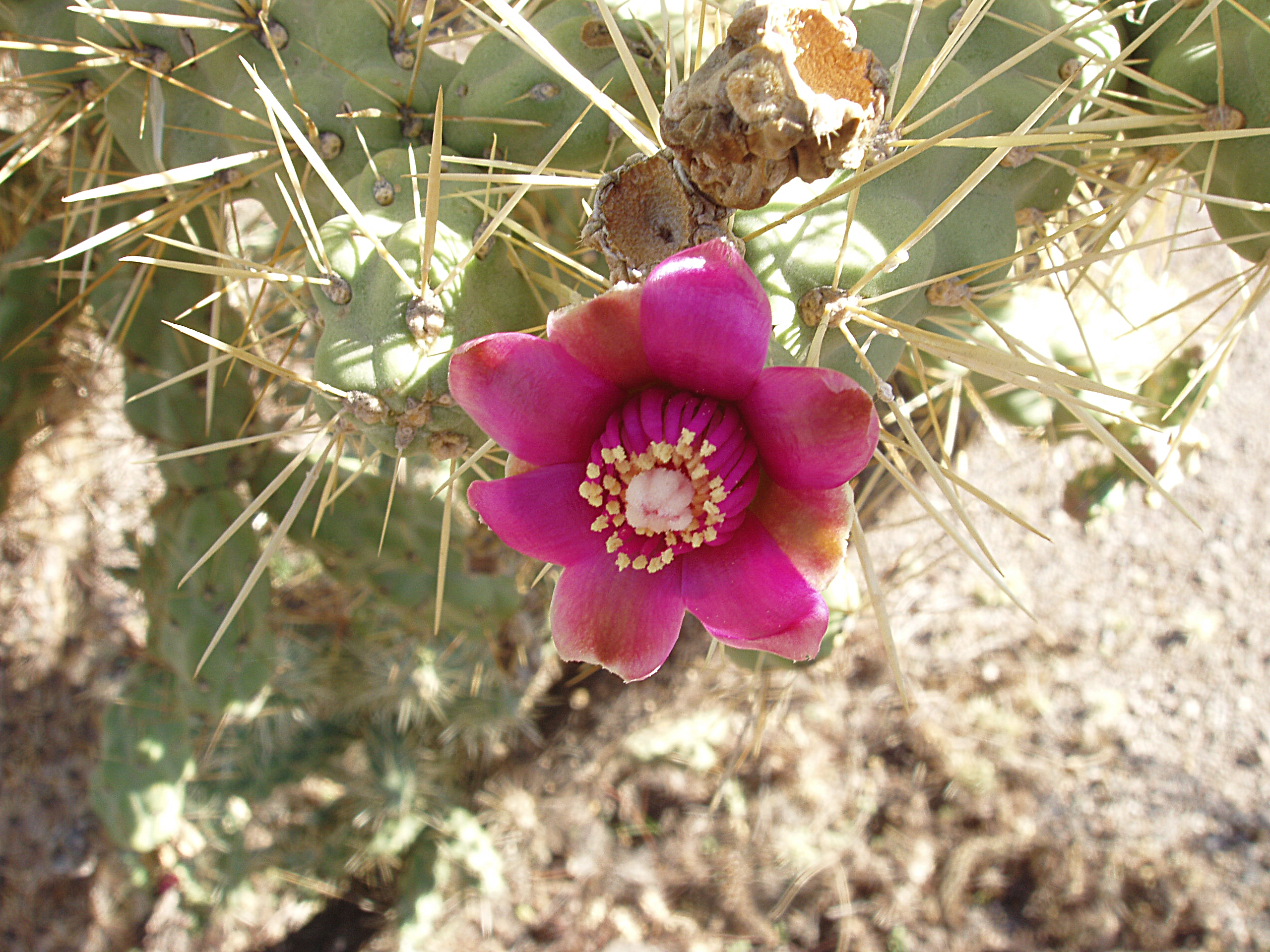
Blüte

Cylindropuntia fulgida ist eine Pflanzenart aus der Gattung Cylindropuntia in der Familie der Kakteengewächse (Cactaceae). Das Artepitheton fulgida stammt aus dem Lateinischen, bedeutet ‚schimmernd‘ und verweist auf die Bedornung der Art. Englische Trivialnamen sind „Boxing-Glove Cactus“, „Boxing-Glove Cholla“, „Brinkadora“, „Chain-Fruit Cholla“, „Club Cactus“, „Jumping Cholla“, „Smooth Chain-Fruit Cholla“, und „Sonoran Jumping Cholla“.

## Beschreibung
Cylindropuntia fulgida wächst baumförmig mit reich verzweigten, ausgebreiteten Kronen und erreicht Wuchshöhen von 1 bis 3 Meter. Es werden weit auseinanderstrebende, verzweigte Stämme ausgebildet. Auf den völlig in Dornen eingehüllten, graugrünen, später schwärzlich werdenden, 6 bis 23 Zentimeter langen und 2 bis 3,5 Zentimeter im Durchmesser messenden Triebabschnitten befinden sich breit ovale Höcker. Endständige Triebabschnitte fallen leicht ab. Die dreieckigen golden bis lohfarben bewollten Areolen werden im Alter grau bis schwarz und tragen 1 bis 3 Millimeter lange gelbe Glochiden. Die bis zu 18 Dornen sind an fast allen Areolen vorhanden oder fehlen fast. Sie sind aufrecht bis ausgebreitet bis abwärts gebogen, gelb und werden im Alter dunkler. Die längsten von ihnen sind bis zu 3,5 Zentimeter lang. Die lose sitzenden oder dicht anliegenden Scheiden der Dornen sind weißlich bis gelblich.
Die rosa- bis magentafarbenen Blüten öffnen sich am Nachmittag. Die graugrünen, verkehrt konischen, undeutlich gehöckerten Früchte sind fleischig und nicht bedornt. Sie sind 2 bis 5,5 Zentimeter lang und weisen Durchmesser von 1,3 bis 4,5 Zentimeter auf. Die Früchte proliferieren und bilden lange hängende Ketten.
Die Chromosomenzahl beträgt 2n = 22 oder 33.

## Verbreitung, Systematik und Gefährdung
Cylindropuntia fulgida ist in den Vereinigten Staaten im Bundesstaat Arizona sowie in den mexikanischen Bundesstaaten Sonora, Sinaloa und eventuell Baja California in der Sonora-Wüste in Höhenlagen bis 1200 Metern verbreitet. Die Art ist ebenfalls in Südafrika und Australien zu finden. Dort entwickelt sie sich jedoch zu einer invasiven Art.
Die Erstbeschreibung als Opuntia fulgida von George Engelmann wurde 1856 veröffentlicht. Frederik Marcus Knuth stellte die Art 1936 in die Gattung Cylindropuntia. Ein weiteres nomenklatorisches Synonym ist Grusonia fulgida (Engelm.) G.D.Rowley (2006).
In der Roten Liste gefährdeter Arten der IUCN wird die Art als „Least Concern (LC)“, d. h. als nicht gefährdet geführt.

## Nutzung
Die Früchte werden gesammelt. Der gummiartige Pflanzensaft wird medizinisch genutzt.

## Nachweise